# Forces armées de la Mongolie
Cet article concerne l'armée de l'État mongol actuel. Pour l'armée mongole du temps des khans, voir Armée mongole. Pour l'armée de la région  chinoise de Mongolie-Intérieure, voir Armée de Mongolie-Intérieure.
Les forces armées de la Mongolie sont composées de trois branches : les forces armées classiques, les forces de défense frontalière et les forces internes de sécurité. C'est une structure fondée sur l'existence d'une période de paix. En cas de guerre ou de situations apparentées à guerre, cette structure peut être modifiée et réorganisée.

## Politique
Du fait de sa situation géopolitique et de ses capacités économiques, la Mongolie a une politique de défense particulière. Située entre deux des plus grands États au monde, les forces armées mongoles ont une capacité limitée pour ce qui concerne la défense de leur territoire contre une invasion extérieure. De fait, la sécurité nationale du pays dépend avant tout de sa diplomatie à tel point que le gouvernement pense à la fin de la Guerre froide à dissoudre l'armée. L'idéal militaire du pays est donc de créer et de maintenir une petite armée professionnelle et efficace. Ainsi, la majeure partie de l'armée est composée de conscrits et seuls 2,5 % des soldats sont professionnels. Enfin, les femmes ne peuvent être déployées sur des théâtres d'opérations extérieures.

## Les forces armées mongoles dans les missions de maintien de la paix

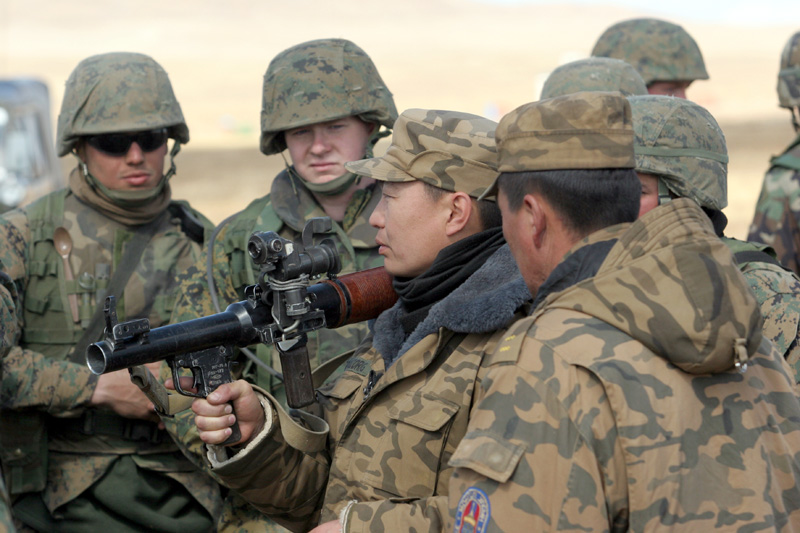
Lors d'un exercice d'entraînement, un soldat mongol explique à des Marines comment se servir d'un RPG.

Dès la fin des années 1990 et après la question d'une suppression de l'armée, celle-ci est réorientée vers des missions de maintien de la paix au sein d'opérations internationales. Cette priorité accordée aux missions internationales permet à la Mongolie de recevoir l'autorisation de participation lors de la 56e session de l'Assemblée générale des Nations unies. Ces participations permettent à la Mongolie d'entraîner et de moderniser ses troupes. Elle participe pour la première fois à une mission internationale lorsqu'elle envoie deux observateurs militaires au sein de la MONUC en 2002.
Depuis lors, les forces armées mongoles sont intervenues dans différentes missions de maintien de la paix au Sierra Leone, en Éthiopie, au Congo (2 observateurs militaires encore sur place), en Érythrée, au Sahara occidental (4 observateurs militaires encore sur place) et au sein de la Mission des Nations unies au Liberia où 250 hommes assurent la sécurité du Tribunal spécial pour le Sierra Leone en 2009. Les forces mongoles ont aussi déployé 130 hommes en Afghanistan à partir de 2009 pour participer à la défense du camp Eggers près de Kaboul tandis que 23 ont assisté la force de l'ISAF pour ce qui concerne l'entraînement des forces afghanes avec les anciennes armes du Pacte de Varsovie qui forment le gros du matériel militaire de l'armée nationale afghane. En 2005 et 2006, les troupes mongoles ont aussi participé à la KFOR au sein du contingent belge. En 2009, les forces armées mongoles ont déployé leur plus important contingent dans une mission de maintien de la paix au Tchad avant de se retirer en 2010. Le gouvernement prévoit son premier déploiement "auto suffisant" au sein d'une mission de l'ONU pour la mi-2011. Enfin, le gouvernement mongol a fourni un hôpital de campagne à la Minuad (Mission des Nations unies au Darfour) et a déployé 70 militaires dans la région.
Voici les effectifs mongols déployés dans le monde à la date du 28 septembre 2011 :
- 850 en Soudan du Sud
- 114 en Afghanistan au sein de la FIAS  [9] ;
- 4 observateurs militaires au Sahara-Occidental au sein de la MINURSO ;
- 70 militaires  au Darfour au sein de la MINUAD ;
- 2 observateurs militaires au Congo au sein de la MONUSCO ;
- 2 observateurs militaires au Soudan du Sud au sein de la MINUSS.

## Capacités
Les forces terrestres possèdent plus de 705 chars d'assaut, 100 pièces d'artillerie mobile, 1500 véhicules de combat d'infanterie et véhicules de transport de troupes, 450 engins mobiles antiaériens, plus de 1000 pièces d'artillerie et de mortiers et d'autres équipements militaires variés. La plupart de ces équipements sont d'anciens matériels soviétiques dont l'ancienneté va de la fin des années 1950 au début des années 1970. Quelques modèles datent de l'ère post-soviétique.

### Armement léger

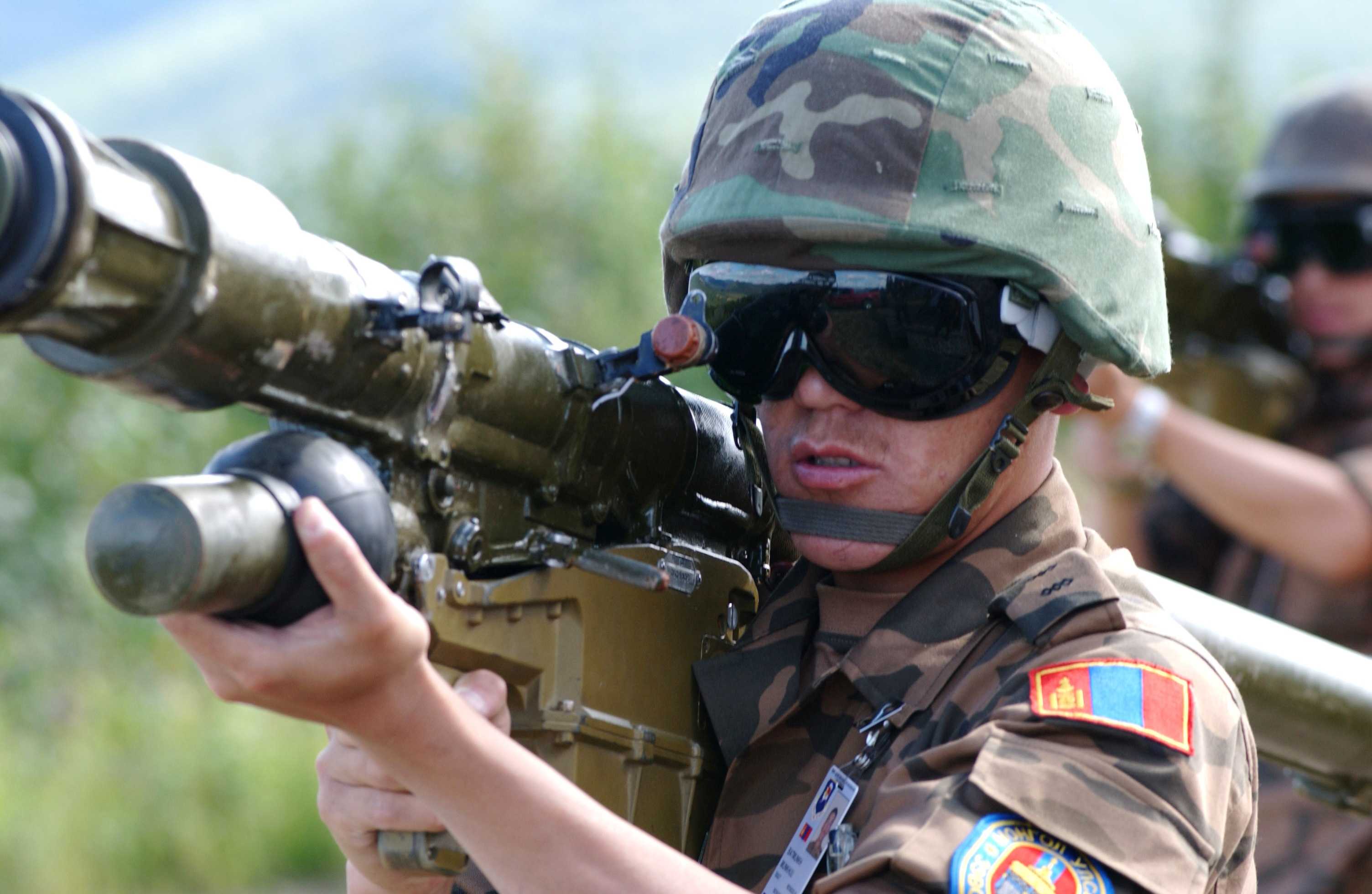
Soldat mongol armé d'un 9K38 Igla (code OTAN SA-18) lors de l'exerce Red Flag-Alaska 07-3.

- AKM-59 ;
- AKMS ;
- AK-74 ;
- IMI Galil ;
- Makarov PM ;
- NVS 12.7 Utes ;
- Dragunov ;
- Mitrailleuse Kalachnikov ;
- Kalachnikov RPK ;
- DShK ;
- RPD.

### Armement antichar
- RPG-7;
- RPG-22;
- SPG-9.
- 9K11 Malyutka – 3000 9M14M Malyutka ;

### Mortiers
- BM-37
- PM-43
- M-160

### Armement antiaérien
- ZSU-23-4 ;
- 9K31 Strela-1 ;
- 9K32 Strela-2 ;
- 9K34 Strela-3 ;
- 9K38 Igla ;
- S-75 Dvina (SA2 Guideline) ;
- S-125 (SA-3 Goa) ;
- S-200 Angara/Vega/Dubna (SA-5)
- S-300 (SA-12 Giant/Gladiator)
- ZPU-4 ;
- ZU-23-2 ;
- 61-K ;
- 57mm AZP S-60.

### Lanceurs de roquettes multiples
- BM-14 : 150 ;
- BM-21 Grad : 130 ;

### Artillerie remorquée
- 122mm Howitzer 2A18 ;
- Obusier 130 mm M1954 (M-46) ;
- Obusier 122 mm M1938.
- Obusier 100 mm M1944 (BS-3)
- Obusier 152 mm M1937 (ML-20)
- Obusier 100 mm T-12
- Obusier 85 mm D-44
- Obusier 85 mm D-48
- Obusier 122 mm D-30

### Chars
- 200 T-54 ;
- 150 T-55 ;
- 250 T-62 ;
- 80 T-72 ;

### Véhicules de combat d'infanterie et véhicules blindés de transport de troupes
- BMP-1 : 310 en 2003, 400 en 1996. La Mongolie en reçut à l'origine 420 ;
- BTR-60 : 350 ;
- BTR-70 : 40 ;
- BTR-80 : 450 ;
- BRDM-2 : 150 ;
- GAZ-2975 : 10+ ;

## Force de défense aérienne
En mai 1925, un Junkers F.13 entre en service comme premier appareil aérien de l'aviation civile et militaire de la Mongolie. Jusqu’en 1935, l'aviation soviétique possédait des bases dans le pays. En 1937, la force aérienne est renommée Corps aérien de la république populaire de Mongolie. Au cours de la Seconde Guerre mondiale, les Soviétiques fournissent des Polikarpov I-15, des Polikarpov I-16, des Yak-9 et des Iliouchine Il-2. Le MiG-17, le premier avion à réaction de l'armée mongole entre en service en 1970 et cela jusqu'au milieu des années 1970 avant d'être rejoint par des MiG-21, des Mi-8 et des Kamov Ka-26. Après la fin de la guerre froide, la force aérienne reste au sol du fait du manque de carburant et de pièces de rechange. Néanmoins, il a été annoncé que le gouvernement essaierait de faire revivre la force aérienne mongole depuis 2001.

## Annexe